# ميكائيل بونتال
ميكائيل بونتال (بالفرنسية: Mickaël Pontal)‏ هو لاعب كرة قدم فرنسي في مركز الدفاع، ولد في 30 أبريل 1980 في Guilherand-Granges ‏ في فرنسا. لعب مع نادي سانت إتيان ونادي كان ونادي هييريه.